# Botalaote
Botalaote è un villaggio del Botswana situato nel distretto Nordorientale, sottodistretto di North East. Il villaggio, secondo il censimento del 2011, conta 173 abitanti.

## Località
Nel territorio del villaggio sono presenti le seguenti 1 località:
- Zalu di 19 abitanti